# Amador Rodríguez Menéndez
|  | Per a altres significats, vegeu «Amador Rodríguez Céspedes». |

Amador Rodríguez Menéndez, conegut com a "Amador", és un escultor espanyol, nascut a Ceuta, a 1926, encara que des de la seva infància vinculat a Cangas del Narcea (Astúries), lloc de procedència de la seva família, va morir el 10 de juny de 2001 a Madrid, als 75 anys. Amador era considerat com una figura rellevant en l'escultura espanyola del segle xx.

## Biografia
La seva formació es va veure truncada pels esdeveniments de la guerra civil, ja que el seu pare, que havia estat director de ferrocarrils a Ceuta, va haver d'exiliar; començar una època de pobresa i penúries, que l'obligaria a treballar per poder viure. Malgrat això reprèn els seus estudis després del conflicte bèl·lic, matriculant-se en l'Escola Superior de Comerç. A 1947 va ingressar en el Cos General del Ministeri d'Hisenda., activitat professional que va compatibilitzar amb la seva vocació per l'art, especialment amb la pintura, en un primer moment i amb l'escultura més tard.
La seva època d'aprenent de fuster de carros li va proporcionar una experiència en la forja del ferro que després va emprar per als seus escultura.
Va dur a terme la seva primera exposició l'any 1961, rebent el suport de la crítica que s'ha mantingut al seu costat des d'aquest moment.
Utilitza en les seves creacions materials molt variats (el marbre, el ferro, bronze, fusta, palets, llautó ...) i depenent del missatge que ha de transmetre l'obra.

## Estil
En les seves primeres obres, les datades entre 1958 i 1961, es pot veure que el centre de l'obra és la figura humana, i el material el ferro.
Durant l'època de formació acadèmica, entre els anys 1959 i 1965, comença un gir cap a l'abstracció en la seva obra. També els materials emprats canvien, entrant a tenir un paper molt important la pedra. Importants obres d'aquesta etapa són: "Grito", "Homenaje a Ferrant", "Entraña" i el conegut "Monumento a la Paz". També pertanyen a aquest període obres en les quals utilitza la fusta como "Torso" i "Búho" i el ferro l'utilitza, en aquesta època per a la realització de la sèrie dedicada als mòbils.
Entre 1966 i 1972, els autors (Francisco Zapico entre d'altres) han considerat que entri en el que podia qualificar com una "etapa normativista". En aquest moment Amador comença l'estudi de l'esfera, donant lloc a la sèrie coneguda com a "escultura rodona", També s'interessa per altres formes geomètriques, estudiant altres cossos com el cubo,la piràmide o el cilindre entre d'altres.
Per al citat Francisco Zapico, es pot distingir una última etapa que abastaria d'1972 a 2001, que podria batejar com "etapa constructivista". En ella utilitza com materials una gamma d'allò més variada, alabastre, marbre, acer i formigó. Obres d'aquesta etapa serien: "Apertura de un cubo", "Cubo abierto", "Cilindro con cortes según triángulo egipcio".

## Exposicions individuals
Segons alguns autors les exposicions individuals que feu són:
- Sala d'Exposicions Amadís, Madrid. 1961.
- Sala Céspedes, Còrdova. 1963.
- Saló d'Actes de la Direcció Provincial del Moviment, Castelló de la Plana. 1963.
- Sala Amadís, Madrid. 1963.
- Ateneu de Barcelona, Barcelona. 1964.
- d'Art Modern, Bilbao. 1964.
- Sala Neblí, Madrid. 1964.
- Saló d'Exposicions de l'Institut d'Estudis Ilerdencs, Lleida. 1964.
- Saló Cultural de la Caixa d'Estalvis de León, León. 1964.
- Sala del Prat de l'Ateneu de Madrid, Madrid. 1966.
- Escola de Nobles i Belles Arts de Sant Eloi, Salamanca. 1966.
- Salons d'Informació i Turisme, Sant Sebastià. 1966.
- Galeria Liceu, Còrdova. 1966.
- Caixa d'Estalvis Provincial de Valladolid, Valladolid.
- Galeria Skira, Madrid. 1970.
- Galeria Kreisler, Madrid. 1972.
- Galeria Ynguanzo, Madrid. 1973.
- Sala d'Exposicions Luzán, Zaragoza. 1975.
- Sales d'Exposicions de l'Obra Social i Cultural de la Caixa d'Estalvis d'Astúries (itinerant per Oviedo, Avilés, Mieres, La Felguera i Gijón). 1978.
- Galeria Tantra, Gijón. 1978.
- Kandinsky Centre Difusor d'Art, Madrid. 1979.
- Casa Municipal de Cultura, Avilés. 1981.
- Galeria Nicanor Piñole, Gijón. 1981.
- Galeria la Pinacoteca, Madrid. 1983.
- Centre Cultural Nicolás Salmerón, Madrid. 1986.
- Museu Barjola, Gijón. 1991.
- Centre d'Escultura de Candás Museu Antón, Candás.
- Fundació Museu Evaristo Valle, Gijón. 1992.
- XXIII Certamen nacional de pintura de l'Ajuntament de Ḷḷuarca (itinerant per Ḷḷuarca, Oviedo, Avilés, Mieres, La Felguera). 1992.
- Museu de Belles Arts, Oviedo. 1993.
- Centre de Cultura Antic Institut, Gijón. 2000/01.
- Centre Cultural Cajastur, Oviedo. 2000/01.
- CMAE, Avilés (pòstuma). 2005.
- Museu Evaristo Valle (pòstuma). 2006.
- "Escultures i collages", Galeria Noguera, Oviedo (pòstuma) 2006.
- "Amador. Escultures i collages", Galeria Guillermina Caicoya, Oviedo (pòstuma) 2008.
- "Amador. Col·lecció del Museu Jovellanos", Museu Casa Natal de Jovellanos, Gijón, Astúries (pòstuma) 2010.
- Museu Casa Natal de Jovellanos, Gijón, Astúries (pòstuma) 2012.

## Exposicions col·lectives
Entre altres Amador va participar en les exposicions col·lectives:
- Sala d'Exposicions Amadís, Madrid. 1962
- "Confluències 2002. L'escultura asturiana avui", Universitat d'Oviedo pòstuma. 2002.
- "Presència-Absència", Museu Evaristo Valle, Gijón, Astúries (exposició homenatge a Christa Beissel, Amador José Luis Posada i Javier del Riu) (Pòstuma). 2007.
- Fira DEARTE 2010, Madrid (amb la Galeria Dionís Bennàssar) Del 18 al 22 de febrer de 2010, pòstuma. 2010.
- "Motiu i motivació", Jardins del Museu Evaristo Valle, Gijón, Astúries (del 2 d'octubre de 2011 al 29 gener 2012) (pòstuma). 2011.

## Obres públiques
- Monument a la Pau, 1964. Serra d'Àvila.
- Onze mòdul, 1971. MNCARS. Madrid.
- “Citando a L.C.", 1988. Universitat d'Oviedo. Oviedo.
- Cub buit, per extracció de quadrats segons nombres pitagòrics, 1994. Museu Antón, Candás.
- Homenatge a Lorenzo Frechilla, 1997. Museu d'Escultura a l'Aire Lliure de Càceres.
- Homenatge a les Brigades Internacionals, 2001. Plaça de les Brigades Internacionals, Gijón.
- Oració, 2006, Navalcarnero, Madrid.
- Horitzó, 2006, Navalcarnero, Madrid.